# Флаг Молдовы

Построение флага

Флаг Молдовы (рум. Drapelul Republicii Moldova) — её официальный государственный символ, наряду с гербом и гимном. Современный флаг был принят в 1990 году. Очень схож с флагом Андорры, отличаясь чуть более яркими тонами цветов и гербами посередине.

## Описание
Флаг Молдовы представляет собой триколор с равновеликими полосами, расположенными вертикально, в следующем порядке начиная от древка: синяя, жёлтая, красная. В центре, на жёлтой полосе, расположен Государственный Герб Республики Молдова. Герб Молдовы представляет собой пересечённый щит, в верхней части которого — красное поле, в нижней — синее. В центре щита изображена голова зубра, между рогами которого расположена восьмилучевая звезда, справа от головы — пятилепестковая роза, слева — полумесяц, обращённый и слегка наклонённый влево. Все элементы на щите золотистые (жёлтые). Щит помещён на груди орла, держащего в клюве золотой крест (орёл-крестоносец), в когтях: справа — зелёную оливковую ветвь, слева — золотой скипетр.
Соотношение между шириной герба и длиной флага равняется 1:5, соотношение между шириной и длиной флага — 1:2.
До 26 ноября 2010 года флаг Молдовы, наряду с флагом Парагвая и флагом Саудовской Аравии, являлся одним из немногих государственных флагов, выглядящих по-разному спереди и сзади. На флаге Молдовы герб был изображён только с фронтальной стороны.
26 ноября 2010 года вступил в силу Закон о Государственном флаге Республики Молдова, который установил, что оборотная сторона полотнища флага зеркально отображает его лицевую сторону.
| Цвет                        | Нюанс             | Pantone | CMYK         | RGB        | HTML    | Образец |
| --------------------------- | ----------------- | ------- | ------------ | ---------- | ------- | ------- |
| Синий (лазурный)            | Берлинская лазурь | 293c    | 97.81.0.0    | 0-70-174   | #0046AE |         |
| Жёлтый                      | Хром              | 109c    | 1.15.100.0   | 255-210-0  | #FFD200 |         |
| Красный                     | Вермион           | 186c    | 13.100.90.4  | 204-9-47   | #CC092F |         |
| Коричневый (у орла)         |                   | 4645c   | 28.51.68.7   | 176-126-91 | #B07E5B |         |
| Зелёный (в оливковой ветви) |                   | 3415c   | 100.26.86.14 | 0-122-80   | #007A50 |         |

## История создания

Флаг Вооружённых сил Румынии

Со Средневековья на молдавских знамёнах постоянно присутствовал герб Молдовы: голова тура, стилизованное изображение солнца и луны по сторонам и звезда между рогами тура (зубра). Вариант такого флага использовали и в Молдавской демократической республике.
Работа по подготовке предложений относительно государственной символики для независимой Молдовы была инициирована руководством республики, тогда ещё МССР. Первое совещание по этому вопросу состоялось в июле 1989 г. под председательством секретаря ЦК КПМ, члена президиума Верховного Совета МССР И. Гуцу. В нём участвовали группа депутатов Верховного Совета, историки, юристы, представители творческих союзов и «неформальных» общественных организаций — Народного фронта Молдовы и интердвижения «Единство». В вопросе о флаге консенсуса достичь не удалось. Представитель Народного фронта И. Цуркан утверждал, что обсуждать нечего, так как главный аспект «обсуждаемой проблемы — это единство символики всех румын… Все мы, от Тиссы до Днестра, и частично за ним являемся действительно румынами».
Большинство участников дискуссии высказывали объективные на основе анализа исторических фактов. По мнению историка П. Шорникова: «Флаг Стефана Великого — красный… Красным оставался молдавский стяг и сто лет спустя во времена Иеремии Мовилэ». Историк В. Бобейко утверждал, что «красно-синий стяг в Молдове просуществовал без изменений до её объединения с Цара Ромыняскэ в 1859 году», а после объединения символом нового государства «Румыния стал триколор Валахии». Видный деятель молдавской культуры В. Курбет считал, что «У молдавского народа богатая история. Нужно оттолкнуться от неё, от стяга Стефана Великого, а не повторять румынский флаг».
27 апреля 1990 г. вопрос об изменении Конституции МССР о гербе и флаге был включён в повестку дня Верховного Совета МССР. Без предварительного обсуждения председательствующий поставил на голосование проект об изменении статьи 168 Конституции «О государственном флаге МССР». «За» проголосовало 290 из 380 депутатов. Было принято постановление об использовании триколора без герба. И лишь 3 ноября 1990 к триколору добавили герб Молдовы в виде средневекового молдавского символа тура, расположенного на груди орла, являющегося символом Румынии.
По мнению критиков, государственный флаг был навязан парламенту прорумынскими политическими формированиями. В результате официальным символом государственного суверенитета стал «румынский триколор».

## Похожие флаги

Флаг Румынии
Флаг Чада
Флаг Андорры

## Исторические флаги Молдовы

### Молдавское княжество
В Молдавском княжестве главным знаменем страны было господарское «Большое знамя» (рум. steagul cel mare). Цвет знамени был преимущественно красный, с гербом Молдавии на нём — головой тура (зубра). Голова тура со звездой (имеющей от 5 до 8 концов) между рогами, с розой (солнцем) и полумесяцем по бокам изображалась на печатях, знамёнах и монетах молдавских господарей с XIV века. Иногда господари имели собственные знамёна, на которых объединялись элементы родового герба с гербом страны. Известны также воинские хоругви и боярские стяги.
В венгерской хронике XV века содержится гравюра, отражающая эпизод битвы у Байи (1467), на ней изображено знамя Стефана III с вертикальными полосами (элемент родового герба), имеющее у древка, по всей ширине, герб Молдавии — голову тура.
Известно красное знамя Стефана III Великого с головой тура, между рогами которого была звезда, справа — солнце, слева — полумесяц. Оно упоминалось при описании присяги Стефана III польскому королю (1485).

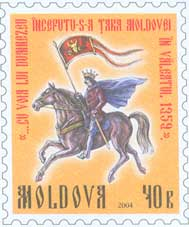
Богдан Водэ I (правил в 1359—1365 годах) с красным стягом на марке Молдавии
Молдавский стяг в битве у Байи. 1467 год
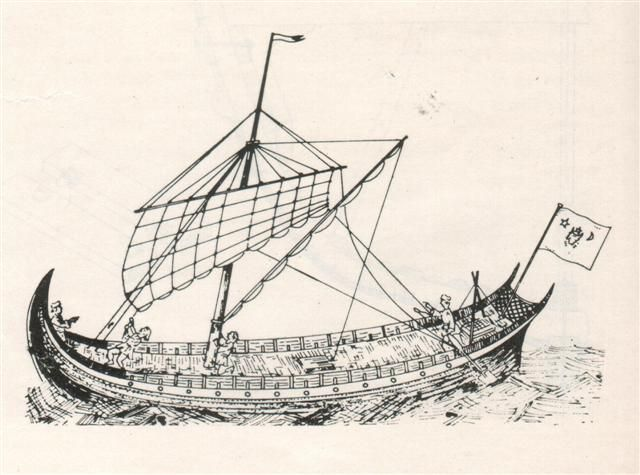
Изображение молдавского парусника с флагом. 1500 год
Молдавский флаг в битве у Обертына. 1531
Флаг Молдавского княжества, описанный Александром Гваньини  около 1574 года
Господарское знамя Иеремии Могилы. 1601 год
Знамя молдавской кавалерии XVII в.
Реконструкция знамени Василия Лупу 1636 г.

Изображение молдавских стягов переданы в гравюре польского хрониста М. Бельского, отображающей Битву у Обертына 1531 года между молдаванами во главе с господарем Петром IV Рарешем и поляками. На молдавском знамени в центре полотна изображён герб Молдавии, голова зубра, справа — солнце, слева — полумесяц.
В 1574 году делегация молдавских бояр присутствовала на коронации польского короля Генриха Валуа под знаменем, на котором на синем полотнище была изображена голова тура со звездой между рогами.
Господарское знамя Иеремии Могилы, относящееся примерно к 1601 году, было красным с жёлтой каймой. В центре изображалось кольцо под крестом, внутри которого — голова тура. В кантоне знамени на белом фоне помещена легенда: «Ио Еремия Мовилэ, дин мила луй Думнедзэу, домн ал цэрий Молдова» («ИО Иеремия Могила, милостью Божией владыка земли Молдова»).
Поляк Крестафор де Збараз, побывав в 1622 году у господаря Стефана IX Томши, также описывает красное знамя с головой зубра.
В 1636 году поляк Ежи Красиньский в своих записях упоминает, что он был встречен господарем Молдавии Василием Лупу, которого сопровождали несколько бояр с двумя знамёнами, одно было синего цвета с красным крестом, другое — белое с красной полосой. Впоследствии господарь прислал за ним несколько десятков бояр под синим знаменем.
Из документа 1813 года известно, что красное знамя с головой тура было у господаря Молдавии Скарлата Каллимаки (1812—1819).
При Екатерине II в 1776 году из «молдавских выходцев» Новороссийской губернии составлен Молдавский гусарский (поселенный) полк. Молдавские гусары носили ментики и кивера основных геральдических цветов Молдавского княжества — красного и синего. Эти же цвета использовались и при разработке полковых знамён. Сохранилось описание полковых знамён: «Большое знамя лазоревое с булавою медною вызолоченною… На нём быть написанному кресту, а в стороне двоеглавый орёл, под ногами орла черт земли Молдавской (изображение головы быка, меж рогов которого пятиконечная звезда, голова золотая, звезда серебряная, помещена в щите на красном поле). Другое знамя полковое — красное, с копьём медным вызолоченным и на копье быть двоеглавому орлу. На том знамени написаны св. Константин и Елена с крестом, с другой стороны герб земли Молдавской. А быть знамени вызолоченному с бахромою золотою».

Национальный флаг Молдавии. 1831 г.

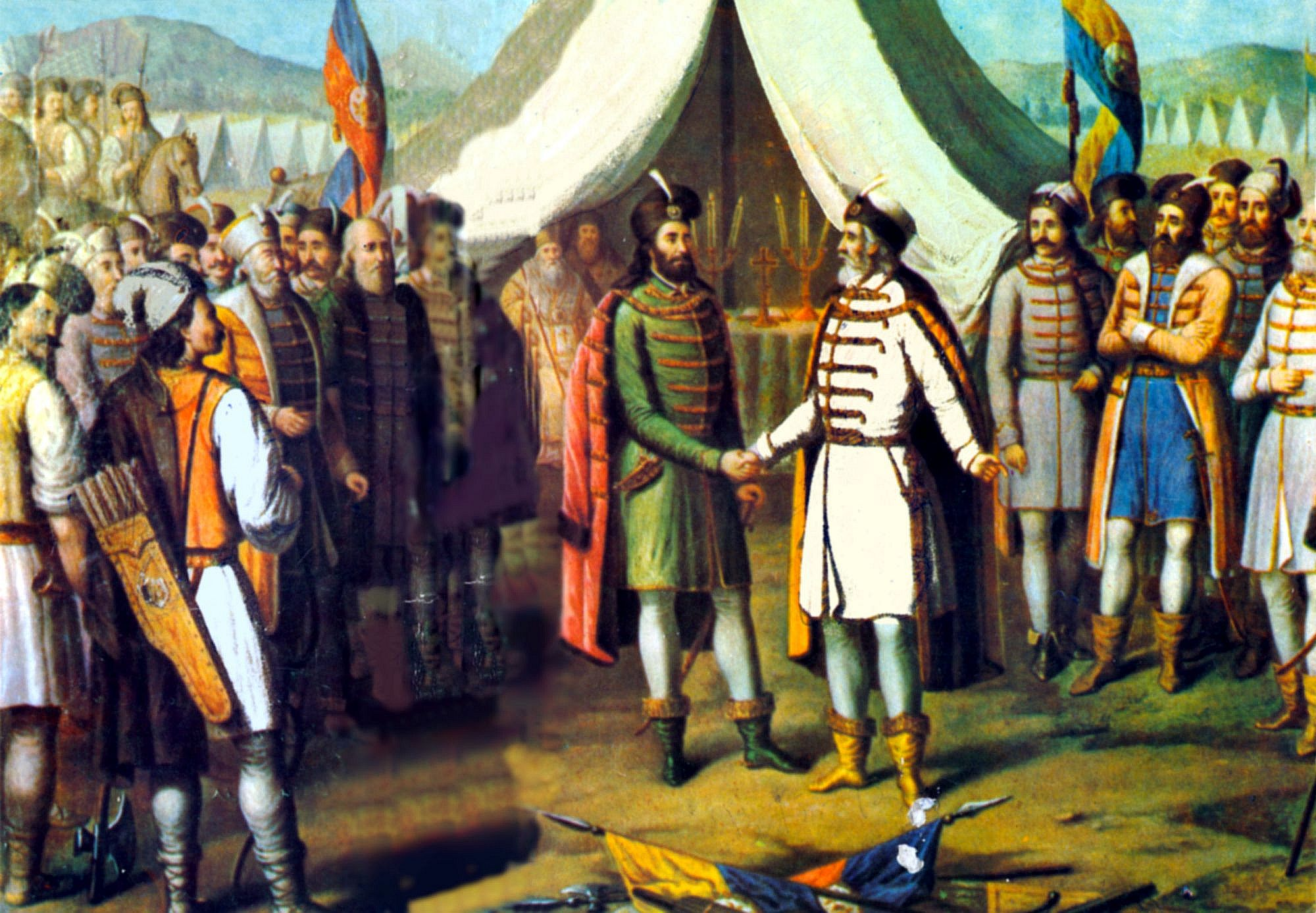
Изображение легендарных флагов Молдавского и Валашского княжеств на картине К. Лекки «Союз молдаван и валахов»

С января 1832 года для Запрутской Молдавии был введён Органический регламент (Конституция), подготовленный под руководством русской администрации. Статья 264 Регламента определила цвет флага: «Кавалерия вооружена копьём, имеющим у наконечника сине-красный флаг». Таким образом в формируемой молдавской армии появляется национальный флаг, который состоял из красной и синей полос. Расцветку флага княжества, расположенного между рекой Прут и Карпатами, утвердил его правитель, русский генерал П. Д. Киселёв.
Торговый флаг Молдавского княжества 1834—1859 годов изображает три белые звезды в красном крыже (символ Османской империи), а в вольной части полотнища — серебряная голова тура (герб княжества).
Также известно изображение молдавского военного знамени 1834—1849 годов. Это было квадратное синее полотнище, в углах которого на красном фоне изображались золотые восьмиконечные звёзды, в центре — голова тура под звездой и над ними — корона. На обороте знамени — изображение Святого Георгия, поражающего дракона, и четыре монограммы «М», означающих: воевода Михаил Стурдза.
В книге Д. Черноводяну это знамя изображено по-другому: вокруг головы тура венок, звёзды в углах белые.
Штандарт (1849) молдавского господаря Григория-Александра Гики — синее полотнище, в красных углах жёлтые шестиконечные звёзды, в центре герб княжества.
Штандарт 1856 года имел похожий дизайн, но герб изображался на фоне мантии, а красные углы из прямоугольных стали треугольными.
Изображение флага молдавских судов, приписанных к порту Галац, присутствует в альбоме флагов и штандартов, изданном в Санкт-Петербурге в 1861 году. На синем поле голова тура, в красном кантоне три белые восьмиконечные звезды. Правда, описание флага почему-то другого флага: 

«Флаг молдавских милиций имеет две горизонтальные полосы, красную (верхнюю) и синюю с бычачьей головой на белом крыже, расположенном в верхнем углу флага, близ шкаторины».

Торговый флаг судов. С рисунка 1855 года
Флаг молдавской портовой милиции. По описанию 1858 года
Знамя батальона Молдавской армии, 1834 г. (лицевая сторона)
Знамя батальона Молдавской армии, 1834 г. (оборотная сторона)
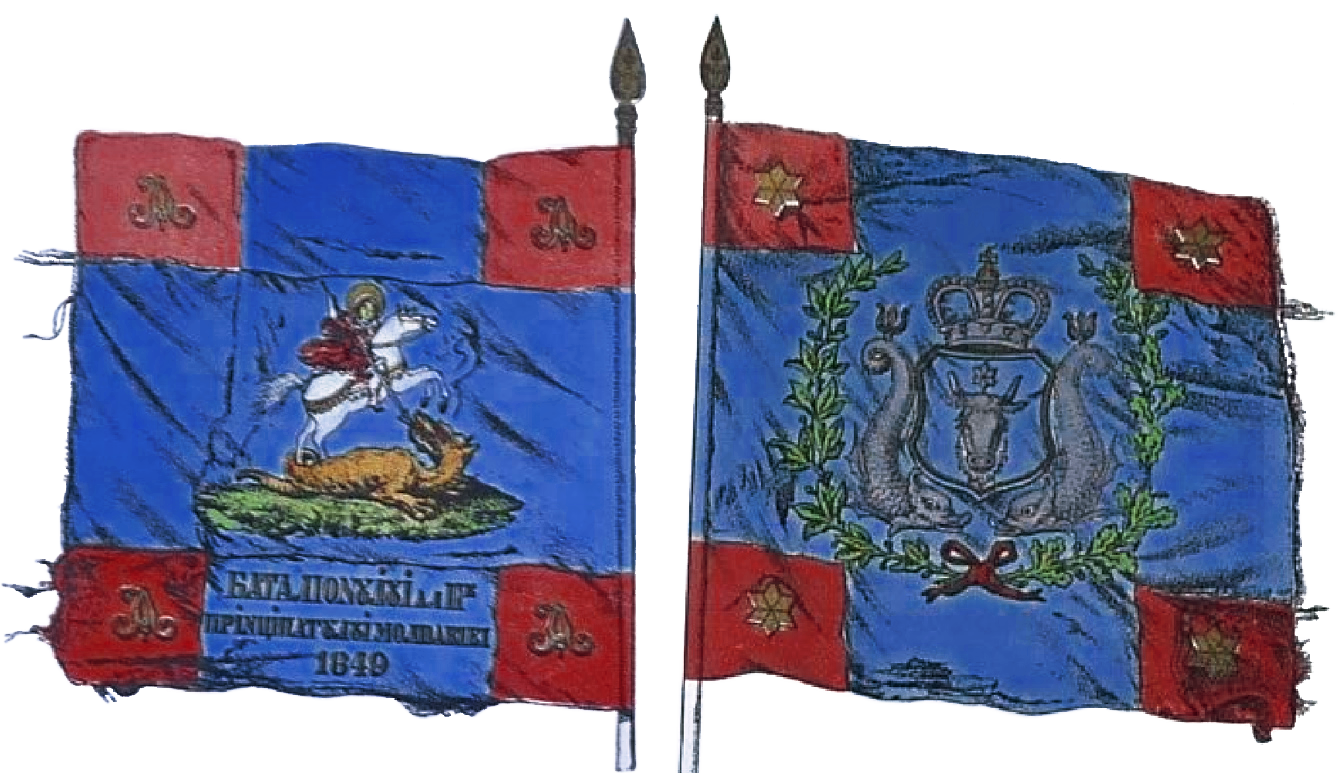
Знамя второго батальона Молдавской армии, 1849 г.
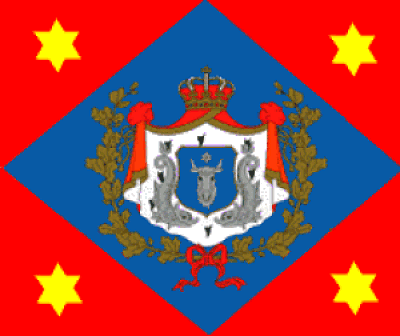
Реконструкция штандарта 1856—1859 годов (по описанию Д.Черноводяну)
Флаг Молдавского княжества по условиям Парижского договора 1858 года

#### Святой покровитель и хоругви

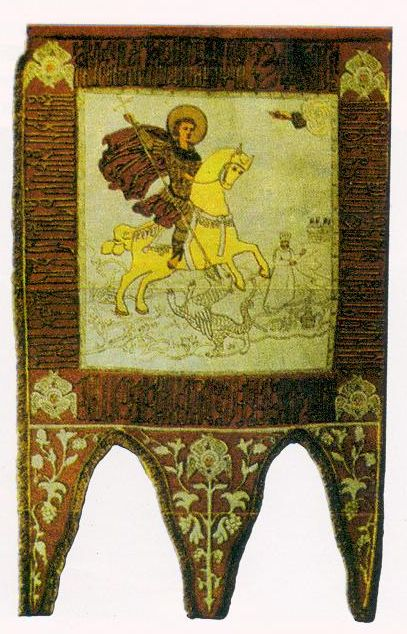
Хоругвь, с вышитой фигурой Святого Георгия на белом коне, копьём поражающего дракона. 1500 год

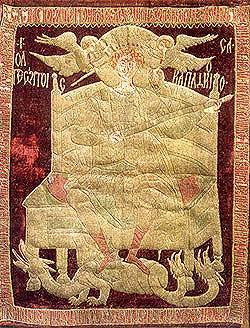
Хоругвь с вышитой фигурой Святого Георгия Каппадокийского, сидящего на троне с мечом в руках и попирающий ногами змея. 1500 год

Покровителем княжества считался Георгий Победоносец. Именно его изображали на хоругвях при Стефане III Великом, а также на полковых знамёнах после 1832 года.
В 1500 году Стефан III Великий подарил монастырю Зограф, что на Святой горе Афон, две хоругви. На светло-красном фоне первой хоругви вышита фигура Святого Георгия, сидящего на троне с мечом в руках и попирающий ногами побеждённого змея. Два ангела, один с мечом, другой со щитом в руках, коронуют его девятилучевым венцом с жемчужинами. Вокруг головы святого вышита надпись на греческом языке «Святой Георгий Каппадокийский».
По краям хоругви также вышита надпись, на славянском языке. Другая хоругвь, подаренная Стефаном Великим Зографскому монастырю, имеет фон также красного цвета, с вышитой фигурой Святого Георгия на белом коне, копьём поражающего дракона. По краям хоругвь вышита надпись на церковнославянском языке.

### Молдавская демократическая республика
Молдавская демократическая республика, образованная в 1917 году на территории Бессарабской губернии Российской империи, имела несколько флагов, но ни один из них не был официально утверждён.
По сообщениям молдавских источников, флагом Республики был горизонтальный триколор из синего, жёлтого и красного цветов — цветов герба Бессарабской губернии без учёта романовской чёрно-жёлто-серебряной каймы, выполненный в соответствии с правилами вексилографии. «Духовным автором» этого флага называют Павла Горе — лидера Молдавской национальной партии.
По данным архива М. В. Ревнивцева, первый флаг республики был в виде красно-синего полотнища, порядок цветов которого не был установлен: его могли вешать вверх любой стороной: как красной, так и синей. Часто его получали с помощью выпарывания белой полосы из российского флага. Эти цвета флага предусматривались Органическим регламентом 1832 года для Западной Молдавии.
На знамени Молдавской демократической республики порядок цветов был также аналогичен румынскому флагу, только полосы располагались горизонтально — синяя, жёлтая и красная с гербом в центре жёлтой полосы, над гербом располагалась надпись золотом: «Республика Молдавская демократическая и независимая» (рум. Republica Democratică Moldovenească şi independentă).

Герб Молдавской демократической республики
Знамя «Сфатул Цэрий». Лицевая сторона
Знамя «Сфатул Цэрий». Вероятно, оборотная сторона

### Молдавская АССР

Первый флаг Молдавской АССР
(19 октября 1925 — 6 января 1938)

Молдавская АССР была образована 12 октября 1924 года. Она являлась автономной республикой в составе УССР и до 1925 года собственного флага не имела. Впервые флаг МАССР был определён в первой Конституции МАССР в 1925 году.
В Конституции АМССР (23.04.1925) говорилось (статья 48):
«Автономная Молдавская Социалистическая Советская Республика имеет свои государственные герб и флаг, установленные Молдавским Центральным Исполнительным Комитетом и утверждаемые Всеукраинским Центральным Исполнительным Комитетом»
Тем не менее, в Конституции МАССР 1925 года изображение флага или его описание отсутствовало.

Второй флаг Молдавской АССР
(6 января 1938 — 27 февраля 1938)

4 сентября 1925 года на заседании Президиума ЦИКа АМССР был заслушан вопрос «О конкурсе на проект государственных герба и флага АМССР», вся работа по рассмотрению проектов была возложена на специально созданную комиссию. 21 сентября Малый Президиум ЦИК АМССР рассмотрел на своём заседании получившие наибольшую поддержку проекты герба и флага. На красном полотнище флага предусматривалось изобразить початок кукурузы и пшеничный колос, перевитые виноградной лозой, аббревиатуру «Р.А.С.С.М.» с серпом и молотом. Малый Президиум ЦИК одобрил проекты, но внёс изменения. В частности, в проект флага предлагалось внести следующие поправки:
- а) серпу и молоту придать вид, аналогичный принятому на союзном гербе;
- б) буквы Р.А.С.С.М. поместить дугой в левом верхнем углу концами вниз;
- в) кукурузу и колос перевить виноградной лозой так, чтобы листья винограда свешивалась по бокам и в середине.

19 октября 1925 года ЦИК АМССР на своём заседании утвердил вышеописанные проекты государственного герба и флага АМССР на основании постановления Малого Президиума ЦИК АМССР от 21.09.1925. Таким образом, начиная с этой даты, у МАССР появился свой собственный первый флаг.

Третий флаг Молдавской АССР
(27 февраля 1938—1940)

31 января 1937 года была принята новая Конституция Украинской ССР, на основании которой ВУЦИК 21 апреля 1937 года уточнил изображение Государственного герба УССР и в мае 1937 — изменил рисунок Государственного флага УССР. Эти новые украинские герб и флаг составили основу новых герба и флага Молдавской АССР, описание которых было дано в статьях 111 (герб) и 112 (флаг) новой Конституции МАССР, принятой 6 января 1938 года. С помощью анализа параллельных текстов этой Конституции на молдавском языке в латинской графике и на украинском языке можно установить украинские и молдавские надписи на флаге: украинские — «УРСР» и «Молдавська АРСР», молдавские — «RSSU» и «RASS Moldovenească». Непосредственно над надписями располагались серп и молот.
27 февраля 1938 года (всего через 52 дня после утверждения Конституции МАССР) Бюро Молдавского обкома КП (б) Украины приняло постановление, о переводе молдавской письменности на азбуку, в соответствии с которым, вне сомнения, в 1938 году были приняты законодательные акты Молдавской АССР, утвердившие надписи на гербе и флаге на молдавском языке, как «РССУ» и «РАСС Молдовеняскэ». Серп и молот, располагающиеся над надписями, не поменял своего расположения.
2 августа 1940 года МАССР была упразднена и одна её часть вошла в состав Одесской области УССР, а другая — в состав новообразованной МССР. Таким образом флаг МАССР был также упразднён. В 1941 году в МССР был введён новый флаг.

### Молдавская ССР

Первый флаг Молдавской ССР
(10 февраля 1941 — 31 января 1952)

С момента образования МССР 2 августа 1940 года и по февраль 1941 года у МССР не было собственного флага. Первый флаг был определён в первой Конституции МССР 10 февраля 1941 года. Согласно статье 123 10-й главы Конституции МССР, принятой 10 февраля 1941 года:
«Государственный флаг Молдавской ССР состоит из красного полотнища, с изображение в левом углу у древка сверху, золотых серпа и молота и золотых букв „РССМ“. Отношение ширины к длине 1:2».
Первый флаг просуществовал до января 1952 года, когда был заменён новым флагом МССР.
Второй флаг Молдавской ССР был утверждён указом Президиума ВС МССР от 31 января 1952 года. Он состоял из красного полотнища, пересечённого зелёной горизонтальной полосой, ширина которой равна 1/4 части ширины полотнища флага. В верхнем углу у древка, как и у остальных советских флагов, помещались золотые серп и молот и красная звезда, обрамлённая золотой каймой. Отношение ширины к длине — 1:2.

Второй флаг Молдавской ССР
(31 января 1952 — 27 апреля 1990)

Позже данный флаг был описан в статье 188 Конституции МССР 1978 года:
Государственный флаг Молдавской Советской Социалистической Республики представляет собой красное прямоугольное полотнище с зелёной полосой посредине во всю длину флага с изображением в углу верхней красной части полотнища, у древка, золотых серпа и молота и над ними красной пятиконечной звезды, обрамлённой золотой каймой. Зелёная полоса составляет одну четвёртую ширины флага. Отношение ширины флага к его длине— 1:2.
Второй флаг Молдавской ССР просуществовал до 27 апреля 1990 года, когда был заменён новым флагом Молдовы. Приднестровская Молдавская Республика, в одностороннем порядке провозгласившая независимость от Молдовы в 1990 году, 2 сентября 1991 года утвердила собственный флаг, аналогичный последнему флагу МССР. Между 1990 и 1991 годами в ПМР не переставая использовался флаг Молдавской ССР.

## Другие флаги Молдовы

### Государственные штандарты
В 2010 году были установлены четыре новых государственных штандарта, основанных на государственном флаге. Штандарт министра обороны пока не определён, его временная замена — государственный флаг. Остальные три штандарта — президента, председателя парламента и премьер-министра — описываются следующим образом:
Квадратный флаг с гербом Молдовы в центре, аквила которого золотого цвета (вместо тёмно-золотого или коричневого). Флаг имеет по периметру полосу из квадратов, каждый размером 1⁄9 ширины флага и следующих по схеме синий-жёлтый-красный-жёлтый. Фон флага фиолетовый для президента, красный для председателя парламента и синий для премьер-министра.
Оригинальные флаги хранятся в соответствующих офисах. Дубликаты поднимаются над зданиями, когда лица, имеющие на них право, находятся внутри; а также на своих автомобилях.
Дизайн штандарта министра обороны и правила его использования также предусмотрены Указом № 1194 от 17 июня 2014 года.

Штандарт Президента Молдовы
Штандарт Премьер-министра Молдовы
Штандарт Председателя парламента Молдовы

### Флаги правительственных учреждений
Несколько правительственных организаций имеют флаги, установленные парламентскими или правительственными решениями:
- Департамент гражданской защиты и чрезвычайных ситуаций Молдовы
- Таможня Молдовы
- Пограничная служба Молдовы
- Служба информации и безопасности Молдовы
- Главная государственная инспекция по техническому надзору за опасными производственными объектами

Флаг Департамента по делам Гражданской обороны и чрезвычайным ситуациям Молдовы
Флаг молдавской таможни
Флаг пограничных войск Молдовы
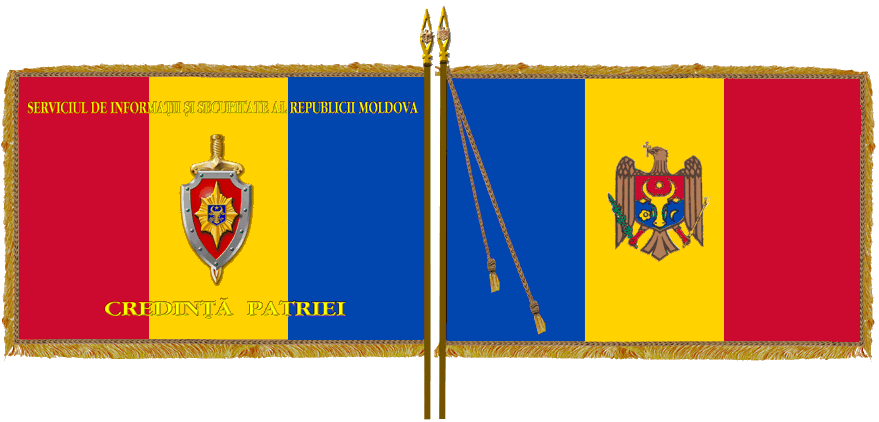
Служба информации и безопасности Молдовы
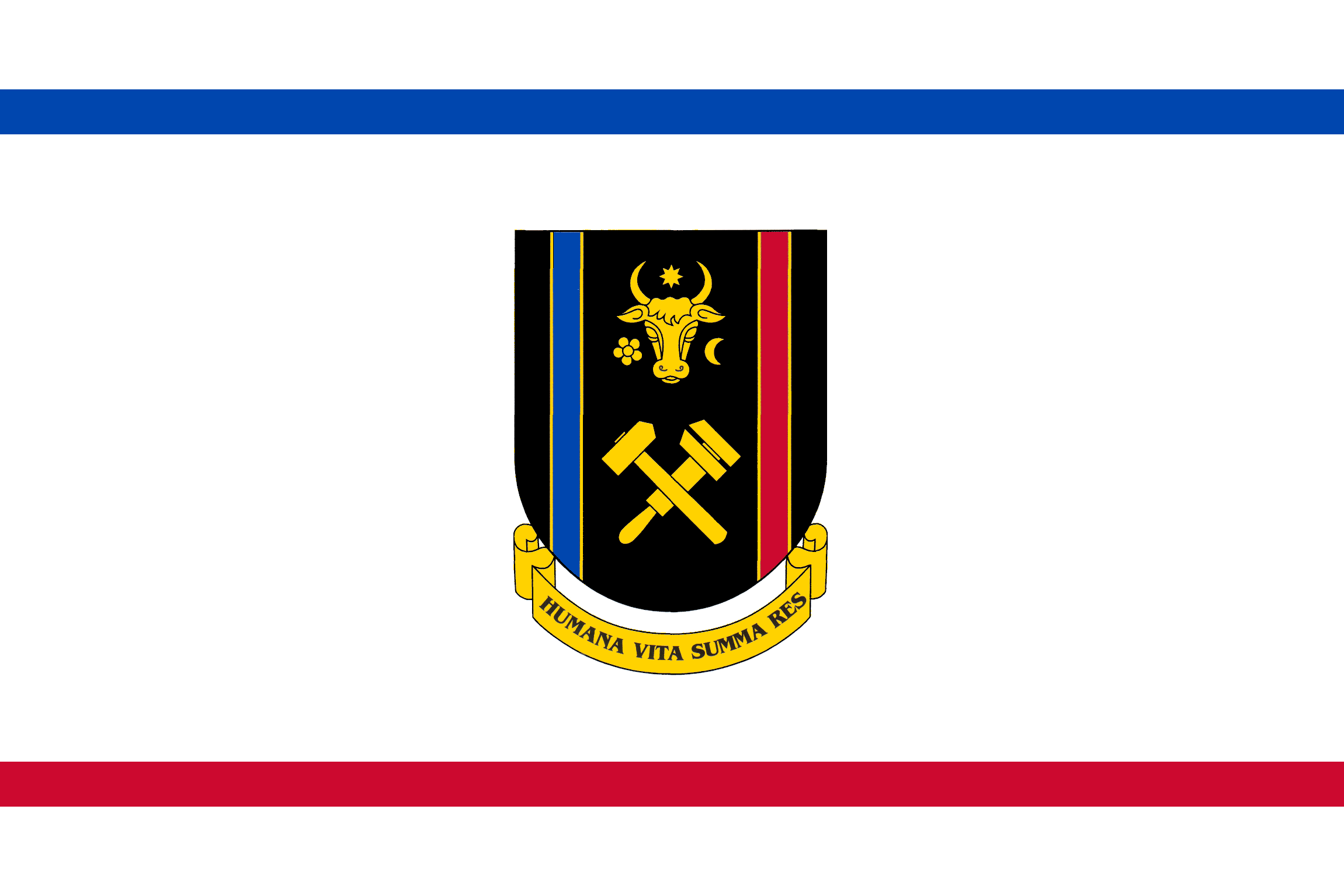
Инспекция по техническому надзору за опасными производственными объектами

### Военные флаги

2:3 Флаг Вооружённых сил Молдовы

Флаг Вооружённых сил Молдовы был утверждён в августе 1998 года. Этот флаг представляет собой синее полотнище с красным прямым крестом, имеющем жёлтую окантовку. В центре находится эмблема молдавской армии. Соотношение сторон 3:2. Эмблема представляет собой золотого орла с серебряными крестом в клюве, мечом и булавой в когтях; на груди щиток с малым гербом Молдовы. Центральная часть флага напоминает старые военные флаги 1834—1863 годов. Красный центральный крест напоминает о святом Георгии, покровителе и защитнике средневековой молдавской армии.
Военные цвета частей молдавской армии состоят из государственного флага размером 825×1650 мм с золотой бахромой и кистями, с боевым девизом части, нанесённой на лицевой стороне над гербом, и названием части на обороте — под гербом. Флаг крепится на деревянном древке длиной 2500 мм со стандартным навершием наверху. Предыдущее постановление, которое не было явно отменено в 2010 году, описывало надписи на флаге следующим образом: на лицевой стороне, над гербом, «PENTRU PATRIA NOASTRE» (За нашу Родину), а под гербом «REPUBLICA MOLDOVA» (Республика Молдова); на реверсе, над гербом, название подразделения.
Военные знамёна, как и их уставы, утверждаются указом президента Молдовы.
Военные знамёна частей МВД воспроизводят государственный флаг с золотой бахромой и кистями, на лицевой стороне над гербом написан девиз «PENTRU PATRIE» (За Родину) и текст «MINISTERUL AFACERILOR INTERNE AL REPUBLICII MOLDOVA» (Министерство внутренних дел Республики Молдова) на оборотной стороне по нижней полосе. Также на обороте, над гербом, написано название подразделения, все буквы вышиты золотой нитью.

## Проекты нового флага
Сторонники независимости Молдовы считают, что процесс укрепления государственности необходимо начинать с замены символики периода «Великой Румынии», в том числе флага Румынии, на историческую молдавскую, так как это молдавская территория, в стране говорят на молдавском языке, в её основе лежит молдавское духовное и культурное наследие.

Один из предложенных вариантов флага ССР Молдова, сочетающий в себе румынский триколор и герб ССР Молдова
Вариант флага Молдовы, предложенный фракциями ПКРМ и ПСРМ в 2010 г.
Проект, предложенный Андреем Нестерюком в 2017 г.[24][25]
Проект, предложенный Святославом Мазуром в 2017 г.[23]
Проект исторического национального флага Молдовы, поддержанный И. Додоном в 2018 г.[26][27]

В декабре 2014 года в Кишинёве выставлялась коллекция из более 30 исторических флагов Молдавского государства.